# Султанов, Хатмулла Асылгареевич
Хатмулла Асылгареевич Султанов (баш. Хәтмулла Аҫылгәрәй улы Солтанов; 20 июля 1924 — 4 марта 1994) — советский хозяйственный деятель, бурильщик Октябрьского управления буровых работ объединения «Башнефть» Министерства нефтяной промышленности СССР, Башкирская АССР. Участник Великой Отечественной войны. Герой Социалистического Труда (1971). Полный кавалер Ордена Славы (1944, 1944, 1945). Депутат ВС СССР 9, 10, 11-го созывов. Делегат XXIV, XXV и XXVI съездов КПСС.

## Биография
Родился 20 июля 1924 года в деревне Копей-Кубово Белебеевского кантона Башкирской АССР (ныне Буздякский район Башкортостана) в крестьянской семье. По национальности башкир. В 1939 году окончил 7 классов в родной деревне. Затем уехал в город Сучан, где до 1941 года работал на шахте «Сучануголь» Приморского края.
В Красную Армию призван в сентябре 1941 года Спасским райвоенкоматом Приморского края, и направлен на службу в 67-й кавалерийский полк 63-й кавалерийской дивизии. В 1943 году учился в Казанском пехотном училище.
В боях Великой Отечественной войны с января 1943 года в должности командира отделения взвода ПТР 3-го стрелкового батальона 174-го гвардейского стрелкового полка 57-й гвардейской стрелковой дивизии 8-й гвардейской армии.
Отличился в боях при освобождении Польши, где за мужество и героизм получил свой первый Орден Славы. В боях на территории Германии вступил в бой с группой вражеских пехотинцев и уничтожил восьмерых из них, а одного взял в плен. Второй Орден Славы. В 1945 году командование за образцовое выполнение заданий наградило Султанова третьим Орденом славы.
После войны демобилизовался, вернулся на родину. Работал в тресте «Башнефтеразведка», где за 30 лет работы прошел путь от помощника бурильщика до бурового мастера. В 1960-х был направлен в командировку в Индию, где обучал индийских специалистов. В районе, где велись изыскания, была найдена нефть. 30 марта 1971 года Указом Президиума Верховного Совета СССР удостоен звания Героя Социалистического Труда «за выдающиеся заслуги в выполнении заданий пятилетнего плана по добыче нефти и достижение высоких технико-экономических показателей в работе» с вручением ордена Ленина и золотой медали Серп и Молот.
Член ВКП(б)/КПСС с 1945 года. Депутат Верховного Совета СССР 9-го, 10-го и 11-го созывов, делегат XXIV, XXV и XXVI съездов КПСС.
Скончался 4 марта 1994 года на родине, где и похоронен.